# Mario de Gasperín Gasperín
Mario de Gasperín Gasperín (Córdoba, 18 de janeiro de 1935) foi bispo de Querétaro.
Mario de Gasperín Gasperín foi ordenado sacerdote em 30 de outubro de 1960.
O Papa João Paulo II o nomeou Bispo de Tuxpan em 3 de junho de 1983. O delegado apostólico no México, Girolamo Prigione, o consagrou em 4 de agosto do mesmo ano; Os co-consagradores foram Sergio Obeso Rivera, arcebispo de Jalapa, e Ignacio Lehonor Arroyo, ex-bispo de Tuxpan.
Em 4 de abril de 1989 foi nomeado Bispo de Querétaro. Em 20 de abril de 2011, o Papa Bento XVI aceitou seu pedido de demissão por motivos de idade. 